# Russendisko
Pour plus de détails, voir Fiche technique et Distribution.
Russendisko est une comédie allemande du réalisateur Oliver Ziegenbalg sortie en 2012.

## Synopsis
Trois jeunes Russes, Vladimir, Micha et Andrej, après le Tournant de l'été 1990, décident d'émigrer de l'Union soviétique vers l'Allemagne.

## Distribution
- Susanne Bormann : Hanna

## Arrière-plan
Le film s'inspire du roman éponyme de Vladimir Kaminer (2000), sur un scénario d'Oliver Ziegenbalg. En raison du départ au bout de cinq jours du réalisateur d'origine Oliver Schmitz, Ziegenbalg travaille aussi en tant que réalisateur.

## Critiques
Le critique Grégoire Couac a écrit dans le Frankfurter Allgemeine Zeitung : « L'amour, l'art de vivre et l'alcool : l'adaptation de Vladimir Kaminer de l'autoportrait romanesque Russendisko est réussi. Par-dessus tout, subjugué par l'authentique bande-son ». Son Collègue Bert Rebhandl a qualifié le film, à son tour, de « honte sur toute la ligne » tandis que le FBW le qualifie de « particulièrement précieux ».